# Metzleria nana
Metzleria nana là một loài Rêu trong họ Dicranaceae. Loài này được (R.S. Williams) J.-P. Frahm mô tả khoa học đầu tiên năm 2000.